# USM 벨아베스
USM 벨아베스(Union Sportive Medinat Bel Abbès, 아랍어: الإتحاد الرياضي لمدينة بلعباس)
줄여서 USMBA는 알제리 시디벨아베스에 위치한 알제리 축구 클럽으로 1933년에 설립되었다. 주 색상은 녹색 과 빨간색을 사용하며며 홈 경기장인 1956년 2월 24일 경기장은 45,000명의 관중을 수용할 수 있다. 클럽은 현재 인터-리지언스 디비전에 소속되어  있다.